# Don Juan (balet)
Don Juan (pełny tytuł Don Juan czyli Kamienny Gość) – tragiczny balet-pantomima w 3 obrazach, z muzyką Christopha Willibalda Glucka, librettem Gaspare Angiolinioniego i Rainieriego de' Calzabigiego (według Moliera), choreografią Gaspare Angioloniego i scenografią Giulio Quaglio.
Premiera: Wiedeń 17 października 1761, Kärntnertortheater.

Premiera polska: Wilno 2 kwietnia 1925, Teatr Wielki (Teatr na Pohulance), zespół Jana Cieplińskiego.
Osoby:
- Don Juan – zawodowy uwodziciel
- Komandor zakonu rycerskiego
- Donna Elwira – córka Komandora
- Sganarello – służący Don Juana
- Błazen, Cyganki, tancerki z tamburynami, kuglarze, muzykanci, goście, paziowie, służba, demony, furie.